# Bengt Snivil
Bengt Snivil wird von Saxo Grammaticus als Sohn Folkes, des Stammvaters der Folkunger, bezeichnet, der sich mit Ingerd, Tochter des 1086 ermordeten König Knut des Heiligen, vermählt habe. Diese beiden hätten zwei Söhne gehabt, Bengt und Knut. Von einem von ihnen – Saxo sagt nicht welcher – stammten Birger Brosa und zwei Brüder, welche man als Karl Jarl Döve und Magnus Minnesköld identifiziert hat. Eine 300 Jahre jüngere Quelle, die „Genealogia folkungorum“, die sich auf eine alte Aufzeichnung im Kloster Varnhem beruft, schreibt, das Bengt Snivil Sohn von Folke dem Dicken und Vater von Birger Brosa und dessen Brüdern gewesen sei. Ob Bengt Jarl war oder nicht, sagen die Quellen nicht. Auch seine sonstigen Verhältnisse sind völlig unbekannt.